# Schanz (Eckersdorf)
Schanz ist ein Gemeindeteil der Gemeinde Eckersdorf im Landkreis Bayreuth (Oberfranken, Bayern). Schanz liegt in der Gemarkung Oberwaiz.

## Geografie
Nördlich des Weilers entspringt der Stockbrunnenbach, ein rechter Zufluss des Dühlbachs. 0,5 km westlich des Ortes entspringt der Schwarze Bach, ein linker Zufluss des Feilbrunnenbachs, der links in den Seitenbach fließt. Eine Gemeindeverbindungsstraße führt die Bundesstraße 22 kreuzend nach Windhof (0,8 km westlich) bzw. zur B 22 (0,2 km südöstlich).

## Geschichte
Der Ort wurde von Georg Wilhelm von Bayreuth (1678–1726) als Schanze errichtet, hieß ursprünglich Wilhelmsburg und diente dem Militär für Übungszwecke. Von der Militäranlage ist heute nichts mehr erhalten, an ihrer Stelle wurden Höfe errichtet.
Schanz gehörte zur Realgemeinde Oberwaiz. Gegen Ende des 18. Jahrhunderts bestand der Ort aus zwei Anwesen. Die Hochgerichtsbarkeit stand dem bayreuthischen Stadtvogteiamt Bayreuth zu. Grundherren waren das Hofkastenamt Bayreuth (1 Haus mit Zapfenschenke) und das Rittergut Oberwaiz (1 Sölde).
Von 1797 bis 1810 unterstand der Ort dem Justiz- und Kammeramt Bayreuth. Mit dem Gemeindeedikt wurde Schanz dem 1812 gebildeten Steuerdistrikt Eckersdorf und der zeitgleich gebildeten Ruralgemeinde Oberwaiz zugewiesen. Am 1. Mai 1978 wurde diese im Zuge der Gebietsreform in Bayern in die Gemeinde Eckersdorf eingegliedert.

## Einwohnerentwicklung
| Jahr      | 001819 | 001822 | 001861 | 001871 | 001885 | 001900 | 001925 | 001950 | 001961 | 001970 | 001987 | 002016 | 002021 |
| Einwohner | 8      | 7      | 9      | 9      | 8      | 11     | 22     | 23     | 15     | 27     | 20     | 22     | 26     |
| Häuser    |        | 1      |        |        | 1      | 1      | 2      | 3      | 4      |        | 6      |        |        |
| Quelle    | [ 10 ] | [ 7 ]  | [ 11 ] | [ 12 ] | [ 13 ] | [ 14 ] | [ 15 ] | [ 16 ] | [ 17 ] | [ 18 ] | [ 19 ] |        | [ 1 ]  |

## Religion
Schanz ist evangelisch-lutherisch geprägt und nach St. Johannes der Täufer (Neustädtlein am Forst) gepfarrt.